# NGC 5589
NGC 5589 är en galax i stjärnbilden Björnvaktaren.